# 3 ноября
3 ноября — 307-й день года (308-й в високосные годы) по григорианскому календарю.
До конца года остаётся 58 дней.
До 15 октября 1582 года — 3 ноября по юлианскому календарю, с 15 октября 1582 года — 3 ноября по григорианскому календарю.
В XX и XXI веках соответствует 21 октября по юлианскому календарю.

## Праздники и памятные дни

### Национальные
- Украина:
  - День ракетных войск и артиллерии.
  - День инженерных войск.

### Религиозные
Католицизм
 — Память Мартина де Порреса, перуанского священнослужителя и врача, монаха ордена доминиканцев (1639 год).
 Православие
 — Память преподобного Илариона Великого (371—372 годы);
 — воспоминание перенесения мощей святителя Илариона, епископа Меглинского (1206 год);
 — память священномучеников Павлина (Крошечкина), архиепископа Могилёвского, Аркадия (Ершова), епископа Екатеринбургского, и с ними Анатолия Левицкого и Никандра Чернелевского, пресвитеров и мученика Киприана Анникова (1937 год);
 — память священномученика Дамиана (Воскресенского), архиепископа Курского (1937 год);
 — память священномучеников Константина Чекалова, Сергия Смирнова, Василия Никольского, Феодора Беляева, Владимира Введенского, Николая Раевского, Иоанна Козырева, Василия Козырева, Александра Богоявленского, Димитрия Троицкого и Алексия Москвина, пресвитеров, Сергия Казанского и Иоанна Мельницкого, диаконов, преподобномучеников Софрония (Несмеянова) и Неофита (Осипова) (1937 год);
 — память преподобномученицы Пелагии (Тестовой) (1944 год);
 — память преподобного Илариона, схимника Печерского, в дальних пещерах (XI век);
 — память преподобного Илариона Псковоезерского, Гдовского (1476 год);
 — память преподобных Феофила и Иакова Омучских (около 1412 года);
 — память мучеников Дасия, Гаия и Зотика (303 год).

## События

### До XIX века
- 1723 — начальник Ревельской эскадры Фан-Гофт получил приказ Петра I срочно оснастить и вооружить для дальнего плавания два новых, только что построенных в Амстердаме фрегата: «Амстердам-Галей» и «Декронделиаде».

### XIX век
- 1812 — Вяземское сражение в ходе Отечественной войны 1812 года[7].
- 1888
  - Первое исполнение симфонической сюиты «Шехерезада» Николая Римского-Корсакова в Санкт-Петербурге.
- 1891 — на заседании Московского математического общества Николай Жуковский делает доклад «О парении птиц», в котором даёт теоретическое обоснование фигурных полётов, и в частности «мёртвой петли».
- 1897 — первый подъём цельнометаллического дирижабля «Металбаллон» конструкции Давида Шварца[англ.] в Берлине заканчивается разрушением летательного аппарата из-за отказа двигателя.

### XX век
- 1903 — опасаясь, что США могут выбрать другое место для прокладки канала, если Колумбия будет и дальше тянуть с ратификацией «Соглашения о зоне Панамского канала», панамские сепаратисты при военной поддержке США провозгласили независимость Панамы от Колумбии.
- 1905 — восстановление автономии Финляндии.
- 1906 — по подписанной в Берлине Международной Радиотелеграфной Конвенции единым сигналом бедствия для радиосвязи на море был установлен сигнал SOS.
- 1907 — во Франции Поль Корню совершил полёт на первом в мире вертолёте, который, поднявшись на 2 м над землёй, продержался в воздухе около 20 секунд.
- 1908 — в ходе президентских выборов в США побеждает республиканец Уильям Тафт.
- 1912
  - Договор о дружбе между Российской империей и Монголией.
  - Турция просит великие державы вмешаться и прекратить балканскую войну.
- 1913 — Соединённые Штаты требуют высылки генерала Уэрты за пределы Мексики.
- 1914 — в США на выборах в конгресс республиканцы одерживают победу со значительным перевесом.
- 1918
  - Военный патруль расстреливает матросов и солдат кильского гарнизона во время демонстрации и митинга протеста.
  - Решение Народного вече в Черновцах о присоединении к Украине Северной Буковины.
  - Страны Антанты подписывают в Падуе соглашение о перемирии с Австро-Венгрией, которое должно войти в силу 4 ноября.
  - Основана Коммунистическая партия Австрии.
- 1928 — Турция переходит с арабского на латинский алфавит.
- 1934 — верховный французский комиссар в Сирии объявляет о роспуске местного парламента на неопределённый срок.
- 1935
  - В Греции на плебисците по вопросу о восстановлении монархии и избрании королём Георга II положительно высказываются 97 % проголосовавших граждан.
  - Французские социалистические организации объединяются в Союз социалистов и республиканцев во главе с Леоном Блюмом и вскоре устанавливают тесные отношения с социалистами-радикалами и коммунистами в целях образования Народного фронта.
- 1936 — на президентских выборах в США Ф. Д. Рузвельт избирается на второй срок.
- 1937 
  - Брюссельская конференция (до 24 ноября) обсуждает вопросы, связанные с Японо-китайской войной[8].
  - В урочище Сандармох (Карелия) НКВД начало самый массовый расстрел периода сталинских репрессий; расстреляно 6241 человек.
- 1940 — Вторая мировая война: Британские войска оккупируют Суда-Бей на острове Крит.
- 1941
  - Великая Отечественная война: немецкие войска заняли Курск.
  - Устроенная немецкими оккупационными властями серия взрывов в оккупированном немцами Киеве, в результате которой уничтожены Успенский собор Киево-Печерской лавры и ещё несколько зданий[9].
- 1942 — начало битвы у мыса Коли.
- 1943 — в ходе битвы за Днепр начинается Киевская наступательная операция войск 1-го Украинского фронта.
- 1944
  - Державы Антигитлеровской коалиции открывают бельгийский порт Антверпен для судоходства.
  - Первое боевое применение межконтинентальных аэростатов с бомбовой нагрузкой при атаке японцами США.
- 1950 — Монблан, Франция. Самолёт Lockheed 749 Constellation компании Air India, выполняющий рейс из Каира в Женеву, разбивается в условиях снежной бури, врезавшись в гору Монблан в 200 метрах ниже вершины. Все 48 человек на борту погибают.
- 1953 — Потоси, Боливия. Самолёт Douglas DC-3 компании Lloyd Aereo Boliviano врезается в гору при посадке. Все 28 человек на борту погибают.
- 1954 — в Японии на экран впервые выпускается «Годзилла».
- 1955 — Иран присоединяется к Багдадскому пакту (подписан Ираком и Турцией).
- 1956 — Великобритания и Франция сообщают о своей готовности прекратить военные действия на Ближнем Востоке, если войска ООН обеспечат мир в этом регионе.
- 1957 — в СССР запущен КА «Спутник-2» с собакой Лайкой на борту. Собака погибла через 7 часов после старта от перегрева.
- 1958 — советский астроном Н. А. Козырев наблюдал на Луне, в кратере Альфонс, выделение газов, сходных по спектральному составу с газами земных вулканов, из чего сделал вывод о вулканической активности.
- 1961 — после гибели Генерального секретаря ООН Дага Хаммаршёльда в качестве компромиссной фигуры исполняющим обязанности генсека избирается представитель Бирмы У Тан. Впоследствии он будет занимать этот пост два официальных срока.
- 1963 — свадьба космонавтов Андрияна Николаева и Валентины Терешковой. Впоследствии они разведутся.
- 1964 — на президентских выборах в США победу одерживает демократ Линдон Джонсон.
- 1967
  - Даёт промышленный ток гидроагрегат Красноярской ГЭС.
  - Около города Куритиба, Бразилия, из-за ошибки пилотирования разбивается самолёт Handley Page HPR-7 Herald 214 компании Sadia. Из 25 человек на борту погибают 20.
  - Открывается новая — Невско-Василеостровская — линия Ленинградского метро.
- 1969 — президент США Никсон пообещал вывести с территории Южного Вьетнама все американские сухопутные части[10].
- 1969 — на Сясьском целлюлозно-бумажном заводе впервые в СССР началось производство туалетной бумаги.
- 1970
  - В США на выборах в конгресс республиканцы завоёвывают ещё одно место в сенате, но лишаются 10 мест в палате представителей.
  - В Чили проходит официальная церемония вступления в должность президента страны Сальвадора Альенде — первого марксиста, победившего на президентских выборах на американском континенте.
- 1971 — Великобритания осуществляет аннексию острова Роколл в Северной Атлантике.
- 1973 — запущен американский космический зонд «Маринер-10».
- 1975
  - В Великобритании королева Елизавета II официально открывает нефтепромысел в Северном море.
  - Правительство Бангладеш вводит в стране военное положение.
- 1977
  - Белград, Югославия. В результате взрывной декомпрессии разбивается самолёт Boeing 747 компании El Al. Погибает 1 человек.
  - Сан-Кристобаль-де-Лас-Касас, Мексика. При заходе на посадку разбивается, взрывается и сгорает самолёт Britten-Norman BN-2A-8 Islander компании Servicios Aereos Martinez Leon. Все 13 человек на борту погибают.
- 1978 — Доминика получает независимость от Великобритании.
- 1979 — первый в мире десантный экраноплан «Орлёнок» принят в состав ВМФ.
- 1986
  - В ливанском журнале опубликовано подробное сообщение об американских поставках оружия Ирану в обмен на освобождение американских заложников в Бейруте.
  - Жоаким Чиссано избирается президентом Мозамбика.
- 1987 — основан Московский государственный музыкальный театр под руководством Геннадия Чихачёва.
- 1989 — в Москве проведён первый в СССР валютный аукцион.
- 1992 — губернатор штата Арканзас демократ Уильям (Билл) Джефферсон Клинтон одерживает победу на президентских выборах в США.
- 1993 — Синод Русской православной церкви лишает священника Глеба Якунина сана за участие в парламентских выборах.
- 1995 — королева Великобритании Елизавета II даёт королевскую санкцию в Веллингтоне, Новая Зеландия, на пакет законов, обеспечивающих возврат земель и выплату компенсаций племени маори тайнуи и приносит извинения за британскую агрессию 1860-х годов.

### XXI век
- 2009 — президент Чехии Вацлав Клаус подписал Лиссабонский договор, устранив последнюю преграду на пути вступления документа в силу[11].
- 2014 — открытие Всемирного торгового центра 1.

## Родились

### До XIX века
- 1500 — Бенвенуто Челлини (ум. 1571), итальянский скульптор, ювелир, живописец и музыкант.
- 1560 — Аннибале Карраччи (ум. 1609), итальянский живописец и график.
- 1624 — Жан д’Эстре (ум. 1707), французский флотоводец, адмирал.
- 1749 — Даниель Резерфорд (ум. 1819), шотландский врач, химик и ботаник.
- 1797 — Александр Бестужев-Марлинский (ум. 1837), русский писатель-декабрист.

### XIX век
- 1801
  - Карл Бедекер (ум. 1859), немецкий издатель путеводителей по различным странам.
  - Винченцо Беллини (ум. 1835), итальянский композитор.
- 1846 — Элизабет Томпсон (ум. 1933), британская художница-баталист.
- 1852 — Муцухито (ум. 1912), император Японии (1867—1912).
- 1854 — Владимир Чертков (ум. 1936), близкий друг русского писателя Л. Н. Толстого, редактор и издатель его произведений.
- 1871 — Ганс Гейнц Эверс (ум. 1943), немецкий писатель и поэт.
- 1882 — Якуб Колас (наст. имя Константин Мицкевич; ум. 1956), белорусский советский писатель, драматург, поэт, переводчик, общественный деятель.
- 1883 — Дмитрий Моор (наст. фамилия Орлов; ум. 1946), русский советский художник, мастер графики, автор плакатов.
- 1887 — Самуил Маршак (ум. 1964), русский советский поэт, драматург, переводчик, литературный критик.
- 1895 — Эдуард Багрицкий (ум. 1934), русский советский поэт, драматург, переводчик.
- 1900
  - Михаил Астангов (ум. 1965), актёр театра и кино, народный артист СССР.
  - Адольф Дасслер (ум. 1978), немецкий предприниматель, основатель компании Adidas.

### XX век
- 1901
  - Леопольд III (ум. 1983), король Бельгии (1934—1951).
  - Андре Мальро (ум. 1976), французский писатель, герой Сопротивления, министр культуры (1958—1969).
- 1903 — Уокер Эванс (ум. 1975), американский фотограф-документалист.
- 1904 — Константин Лаптев (ум. 1990), русский советский оперный певец (баритон), педагог, народный артист СССР.
- 1912 — Альфредо Стресснер (ум. 2006), президент и диктатор Парагвая (1954—1989).
- 1913 — Марика Рёкк (ум. 2004), немецко-австрийская киноактриса, танцовщица и певица.
- 1921 — Чарльз Бронсон (урожд. Чарльз Бучинский; ум. 2003), американский актёр кино и телевидения.
- 1924 — Леонид Зорин (наст. фамилия Зальцман; ум. 2020), советский и российский писатель, драматург, сценарист, переводчик.
- 1926 — Валдас Адамкус, президент Литвы (1998—2003 и 2004—2009).
- 1927 — Збигнев Цибульский (погиб в 1967), польский актёр театра и кино, национальный герой Польши.
- 1928 — Осаму Тэдзука (ум. 1989), японский мангака, аниматор, создатель Астробоя.
- 1931 — Моника Витти (наст. имя Мария Луиза Чечарелли, ум. 2022), итальянская актриса кино и театра.
- 1933 — Джереми Бретт (ум. 1995), английский актёр.
- 1945
  - Герд Мюллер (ум. 2021), немецкий футболист, чемпион мира (1974) и Европы (1972).
  - Юрий Соломонов, советский и российский конструктор военной ракетной техники, профессор.
- 1946 — Ник Симпер, английский рок-музыкант, бас-гитарист первого состава «Deep Purple».
- 1949 — Александр Градский (ум.2021), певец, поэт, композитор, автор песен, народный артист России.
- 1950 — Карен Стивс (ум. 2015), американская спортсменка-конник, олимпийская чемпионка 1984 года.
- 1953 — Кейт Кэпшоу, американская киноактриса.
- 1954 — Адам Ант (наст. имя Стюарт Лесли Годдард), основатель и фронтмен английской рок-группы «Adam and the Ants».
- 1957 — Дольф Лундгрен (наст. имя Ханс Лундгрен), шведский и американский киноактёр, режиссёр, сценарист и продюсер.
- 1960 — Карч Кирай, американский спортсмен, олимпийский чемпион по волейболу (1984, 1988) и пляжному волейболу (1996).
- 1962 — Гейб Ньюэлл, американский программист, миллиардер, владелец компании Valve.
- 1967 — Пётр Бочкарёв, российский прыгун с шестом, двукратный чемпион Европы.
- 1969 — Роберт Майлз (наст. имя Роберто Кончина; ум. 2017), итальянский диджей, композитор, родоначальник жанра дрим-хаус.
- 1971 — Унаи Эмери, испанский футболист и тренер баскского происхождения, 4 раза приводил свои команды к победам в Лиге Европы УЕФА.
- 1972 — Уго Эхиогу (ум. 2017), английский футболист.
- 1973 — Мик Томсон, гитарист американской ню-металл-группы Slipknot.
- 1979 — Пабло Аймар, аргентинский футболист.
- 1981 — Диего Лопес, испанский футбольный вратарь.
- 1982
  - Евгений Плющенко, российский фигурист, двукратный олимпийский чемпион (2006, 2014), трёхкратный чемпион мира, 7-кратный чемпион Европы.
  - Пекка Ринне, финский хоккеист, вратарь, обладатель «Везина Трофи».
- 1984 — Сауль Кравиотто, испанский гребец на байдарках, двукратный олимпийский чемпион.
- 1987 — Тай Лоусон, американский баскетболист.
- 1992 — Джозеф Кларк, британский гребец, олимпийский чемпион в слаломе (2016).
- 1995 — Кендалл Дженнер, американская супермодель, участница телешоу «Семейство Кардашьян».
- 2000 — Сержиньо Дест, американский футболист.

### XXI век
- 2007 — Эвер Андерсон, американская актриса и модель.

## Скончались

### До XX века
- 82 до н. э. — после сражения у Коллинских ворот казнены попавшие в плен марианцы:
  - Гай Альбий Каррина, претор этого года, отец консула-суффекта 43 до н. э., носившего то же имя;
  - Гай Марций Цензорин (р. ок. 115 до н. э.), монетный триумвир 88 г. до н. э., легат в войске Папирия Карбона.
- 361 — Констанций II (р. 317), римский император (337—361).
- 1793 — казнена Олимпия де Гуж (р. 1748), французская писательница, журналистка, политический деятель.
- 1832 — Джон Лесли (р. 1766), шотландский физик-экспериментатор и математик, первым предложивший метод получения искусственного льда.
- 1835 — граф Дмитрий Хвостов (р. 1756), российский сенатор и стихотворец, член «Беседы любителей русского слова» и Российской Академии.
- 1862 — Жан Батист Био (р. 1774), французский физик, геодезист и астроном.

### XX век
- 1901 — Константин Веселовский (р. 1819), российский экономист, статистик, академик Петербургской АН.
- 1913 — Антон Пурцеладзе (р. 1839), грузинский писатель, публицист, критик, историк.
- 1914 — покончил с собой Георг Тракль (р. 1887), австрийский поэт.
- 1918 — Александр Ляпунов (р. 1857), российский математик, академик.
- 1926 — Энни Окли (р. 1860), американская цирковая артистка-снайпер.
- 1929 — Иван Бодуэн де Куртенэ (р. 1845), российский и польский языковед.
- 1930 — Николай Александров (р. 1871), русский советский актёр, театральный режиссёр, педагог.
- 1937 — расстреляны:
  - Николай Зеров (р. 1890), украинский советский поэт, переводчик, литературовед;
  - Лесь Курбас (р. 1887), украинский советский актёр, режиссёр театра и кино.
- 1942 — Карл Штернхейм (р. 1878), немецкий писатель, критик, публицист и драматург.
- 1944 — Джек Майнер[англ.] (р. 1865), канадский натуралист, орнитолог, основатель фонда для изучения птиц.
- 1949 — Соломон Гуггенхайм (р. 1861), американский меценат еврейского происхождения, основатель Музея современного искусства в Нью-Йорке.
- 1951 — Луи Пьерар (р. 1886), бельгийский поэт, публицист, политический деятель.
- 1954 — Анри Матисс (р. 1869), французский художник и скульптор.
- 1957 — Вильгельм Райх (р. 1897), австрийский и американский психолог.
- 1963 — Бора Костич (р. 1887), югославский шахматист, международный гроссмейстер.
- 1970 — Иосиф Тронский (р. 1897), российский и советский филолог, специалист по античной литературе.
- 1971 — Григорий Бей-Биенко (р. 1903), советский зоолог, энтомолог, с 1966 г. президент Всесоюзного энтомологического общества.
- 1973 — Янис Осис (р. 1895), латвийский актёр и театральный режиссёр, народный артист СССР.
- 1980 — Любовь Добржанская (р. 1905), актриса театра и кино, народная артистка СССР.
- 1982 — Эдвард Карр (р. 1892), английский историк, политолог, дипломат, исследователь международных отношений.
- 1990 — Николай Раков (р. 1908), композитор, пианист, дирижёр, народный артист СССР.
- 1991 — Роман Вильгельми (р. 1936), польский актёр театра и кино.
- 1993 — Лев Термен (р. 1896), советский изобретатель, создатель первого электромузыкального инструмента.
- 1996 — Жан Бедель Бокасса (р. 1921), президент, а с 1976 г. император Центральноафриканской республики (1966—1979).
- 1997 — Владимир Гуляев (р. 1924), актёр театра и кино, заслуженный артист РСФСР (1976).
- 1999 — Вилен Калюта (р. 1930), украинский кинооператор, лауреат Государственной премии СССР.

### XXI век
- 2002 — Лонни Донеган (р. 1931), британский музыкант, «король» музыки скиффл.
- 2003 — Расул Гамзатов (р. 1923), аварский поэт, писатель, публицист, политический деятель.
- 2005
  - Энне Бурда (р. 1909), немецкая издательница, создатель журнала «Burda Moden».
  - Отто Лацис (р. 1934), советский и российский журналист.
- 2006 — Поль Мориа (р. 1925), французский композитор и дирижёр.
- 2007
  - погиб Александр Дедюшко (р. 1962), советский и российский актёр театра и кино.
  - Рудольф Славский (р. 1912), советский клоун, цирковой режиссёр.
- 2010 — Виктор Черномырдин (р. 1938), советский и российский государственный деятель.
- 2014 — Нина Тимофеева (р. 1935), артистка балета, педагог, народная артистка СССР.
- 2023 — Роберт Батлер (р. 1927), американский режиссёр кино и телевидения, трёхкратный лауреат премии «Эмми».

## Приметы
День Иллариона.
- Первая пороша — не путь. А припорошённый путь — под стать тихой душе: потёмки[12].
- Если снег на Иллариона не тает, то следующей весной будет много подснежников[13]

## Другое
3 ноября стало символической датой песни 1982 года «День рождения», слова которой написала Маргарита Пушкина. Дружившая с Александром Градским, Пушкина ввела в текст дату его рождения и обыграла в песне своеобразную привычку Градского никого на свой день рождения не приглашать, а праздновать его с теми, кто об этом вспомнил и пришёл в гости сам. Маргарита Пушкина также упомянула звучавшую в этот день в доме Градского песню Michelle группы The Beatles, также написанную 3 ноября (1965 года). «День рождения» был впервые публично исполнен в 1987 году композитором песни Алексеем Максимовым. В том же году песня была перепета Людмилой Сенчиной и стала одной из её «визитных карточек». Со смертью Сенчиной в 2018 году песня практически перестала исполняться.